# Diyarbakır
Diyarbakır (kurdsko Amed, arabsko ديار بكر; klasičnosirsko ܐܡܝܕܐ, latinizirano: Amida, armensko Տիգրանակերտ, latinizirano: Dikranagerd) je za Şanlıurfo in Gaziantepom tretje največje mesto v jugovzhodni Turčiji. Šteje se za neuradno prestojnico Severnega Kurdistana. Mesto stoji ob Tigrisu in ju upravno središče Province  Diyarbakır. 
Diyarbakır je stalno žarišče sporov med turško državo in različnini kurdskimi uporniškimi skupinami. 
V Turčiji slovi po svoji kulturi, folklori in lubenicah.